# Brattstranda
Brattstranda (norwegisch für Schroffe Küste) sind Felsenkliffs im ostantarktischen Prinzessin-Elisabeth-Land. Sie ragen 5 km ostnordöstlich der Insel Hovden im zur Ingrid-Christensen-Küste gehörenden Uferbereich der Prydz Bay auf.
Norwegische Kartografen, die auch die Benennung vornahmen, kartierten die Formation 1946 anhand von Luftaufnahmen, die 1936 bei der Lars-Christensen-Expedition 1936/37 entstanden sind.